# Escravas do Santíssimo Sacramento e da Imaculada
A Congregação de Escravas do Santíssimo Sacramento e da Imaculada é uma congregação religiosa católica feminina de vida contemplativa e de direito pontifício, fundada pela religiosa espanhola María Rosario do Espírito Santo, em Málaga, a 24 de fevereiro de 1944. Às religiosas deste instituto conhecesse-lhes popularmente como Escravas do Santíssimo e pospõem a seus nomes as siglas A.S.S.I.

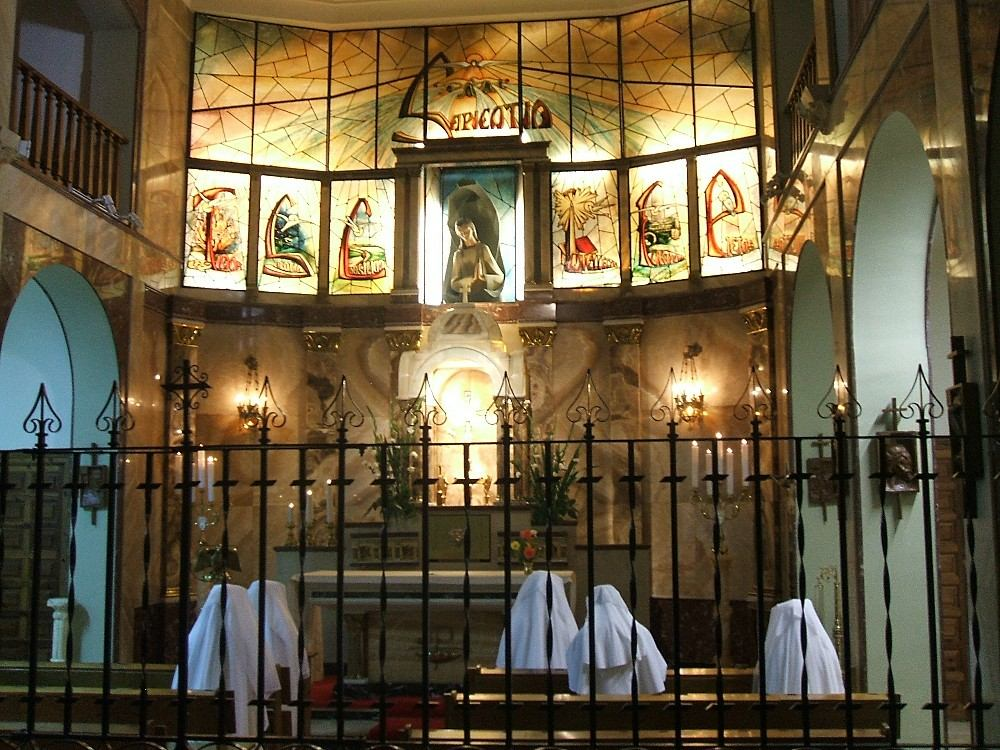
Escravas do Santíssimo Sacramento de Cuenca, em adoração perpétua à Eucaristia.

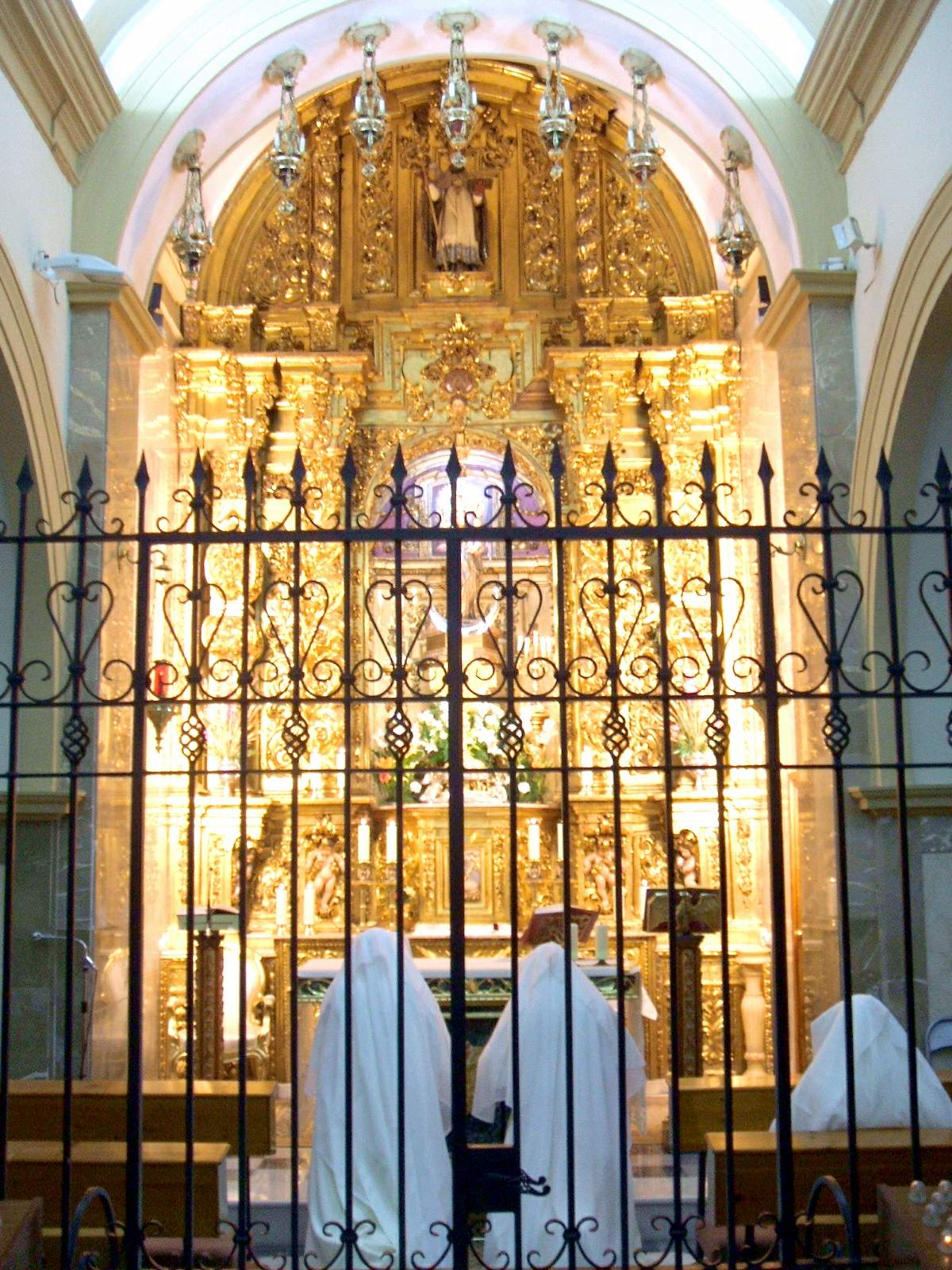
Escravas do Santíssimo Sacramento de Jaén.

## História
A religiosa espanhola María Rosario Lucas Burgos, das Irmãs da Sagrada Família de Burdeos, com a ajuda do sacerdote jesuíta José Antonio de Aldama e Pruaño, decidiu retirar-se de sua congregação e dar vida a um novo instituto a 24 de fevereiro de 1944, com o fim de dedicar-se à adoração perpétua do Santíssimo Sacramento. Dito instituto foi erigido canonicamente como congregação de direito diocesano, pelo arcebispo de Granada, em 1948, com o nome de Escravas do Santíssimo Sacramento e da Imaculada.
Estando em vida a fundadora, o instituto fundou nove comunidades em Espanha, Málaga, Cuenca, Cáceres, Gerona, Salamanca, Ourense, Jaén, Ferrol e a última delas, Córdoba (1959), onde estabeleceu a casa geral. A aprovação pontifícia foi-lhe concedida a 31 de maio de 1989.

## Organização
A Congregação de Escravas do Santíssimo Sacramento é um instituto religioso centralizado, de direito pontifício, cujo governo recai na Superiora geral, coadjuvada por seu conselho. O governo é eleito para um período de seis anos. A casa geral encontra-se em Córdoba (Espanha).
As escravas do Santíssimo Sacramento dedicam-se à vida contemplativa, em seus monastérios realiza-se a adoração perpétua a Jesus, na Eucaristia. Para seus sustento, confeccionam ornamentos litúrgicos. Sua espiritualidade é fundamentalmente eucarística e têm como devoções próprias ao Espírito Santo, ao Sagrado Coração de Jesus e à Imaculada Conceição. Têm como lema: «Que não esteja nunca só o Senhor».
Em 2015, o instituto contava com umas 194 religiosas e 17 comunidades,[1] presentes em Espanha, Guatemala, Peru e Porto Rico.
No entanto em 2016 e 2018 teve lugar uma reestruturação de sua organização, reduzindo a 15 o número de comunidades, fechando as casas de Burriana (Castellón) e Salamanca.